# Naczynie kuchenne

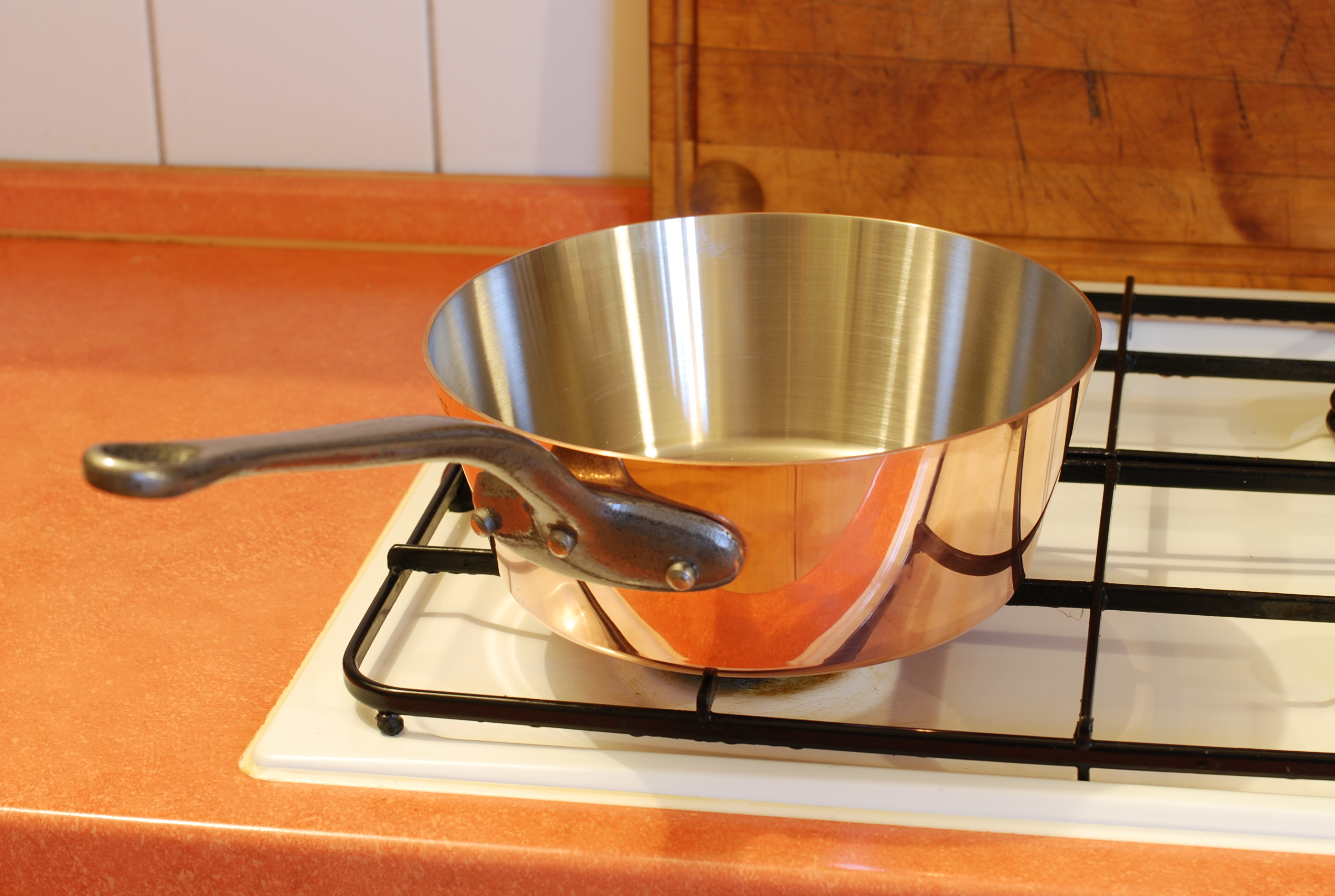
Naczynie kuchenne (rondel)

Naczynie kuchenne – naczynie do przyrządzania lub podawania potraw. Wykonywane są ze stali, aluminium, szkła, drewna, tworzyw sztucznych lub ceramiki. Wytwarzane są w różnych kształtach, dostosowanych do potraw, które mają być w nich przygotowywane lub spożywane.

## Historia

### Początki
Pierwotnie naczynia kuchenne wytwarzane były z drążonych miękkich skał, wypalanej i nie wypalanej gliny, miedzi i brązu. Ludy pierwotne jako naczyń kuchennych używają odcinków bambusa, obrabianych (drążonych) drewnianych elementów, muszli, rogów zwierzęcych, a nawet fragmentów szkieletów (czaszek, dużych kości).

### Ewolucja
Po odkryciu żelaza naczynia kuchenne zaczęto wytwarzać z tego metalu przez wykuwanie pojemników, sztućców z żelaznej blachy. Wraz z rozwojem chemii garnki i patelnie były pokrywane żaroodporną emalią – co powodowało, że naczynia nie rdzewiały.
Współcześnie naczynia kuchenne wytwarza się ze stalowej blachy, pokrywanej często emalią lub teflonem. Produkowane są także ze stali nierdzewnej, aluminium (zwykle garnki, patelnie, czajniki), tworzyw sztucznych (pojemniki do przechowywania potraw), szkła i kamionki. Również do dzisiaj używane i produkowane są naczynia gliniane i drewniane.